# Reglerkirche (Erfurt)

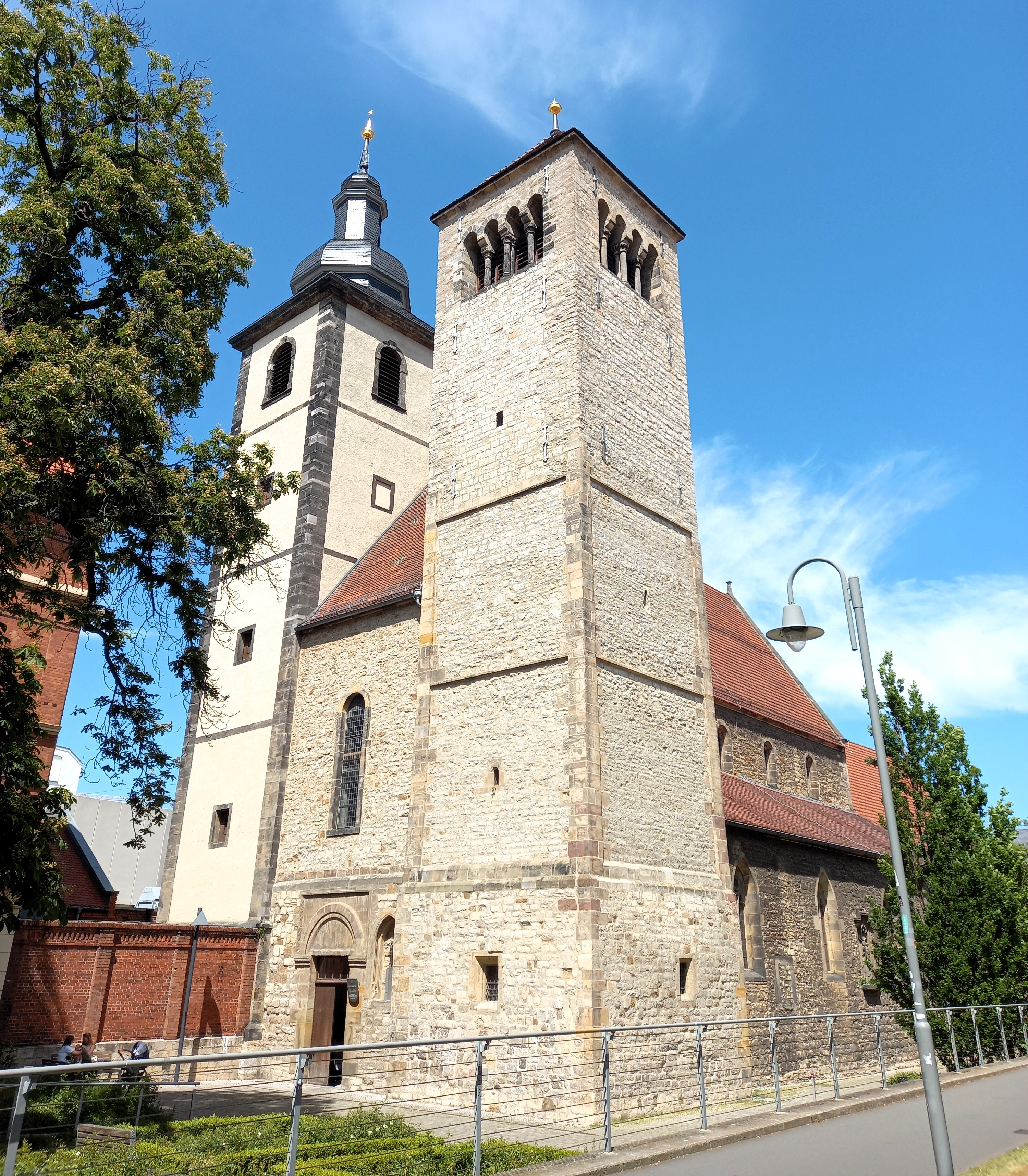
Vorderansicht

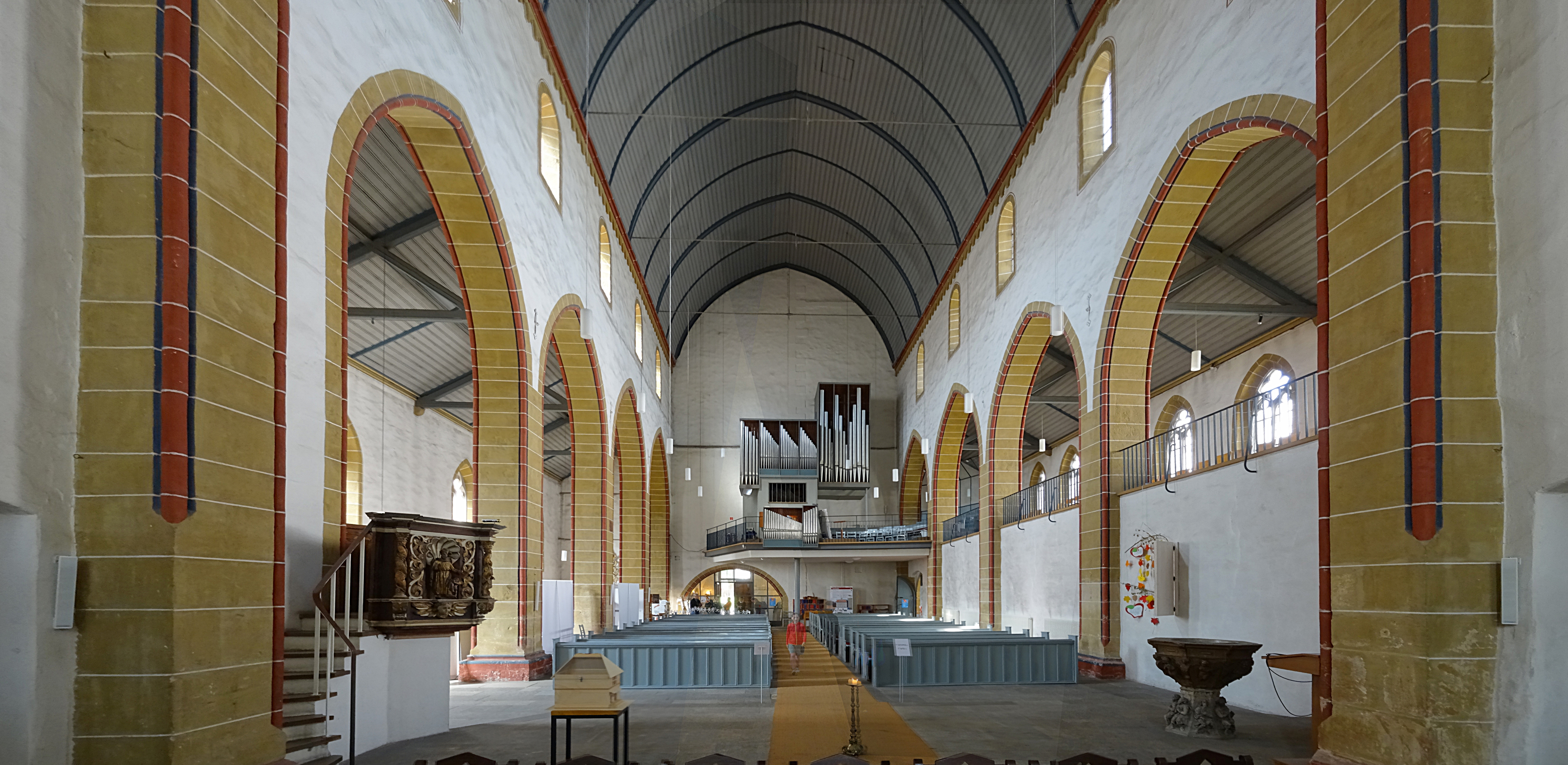
Innenansicht

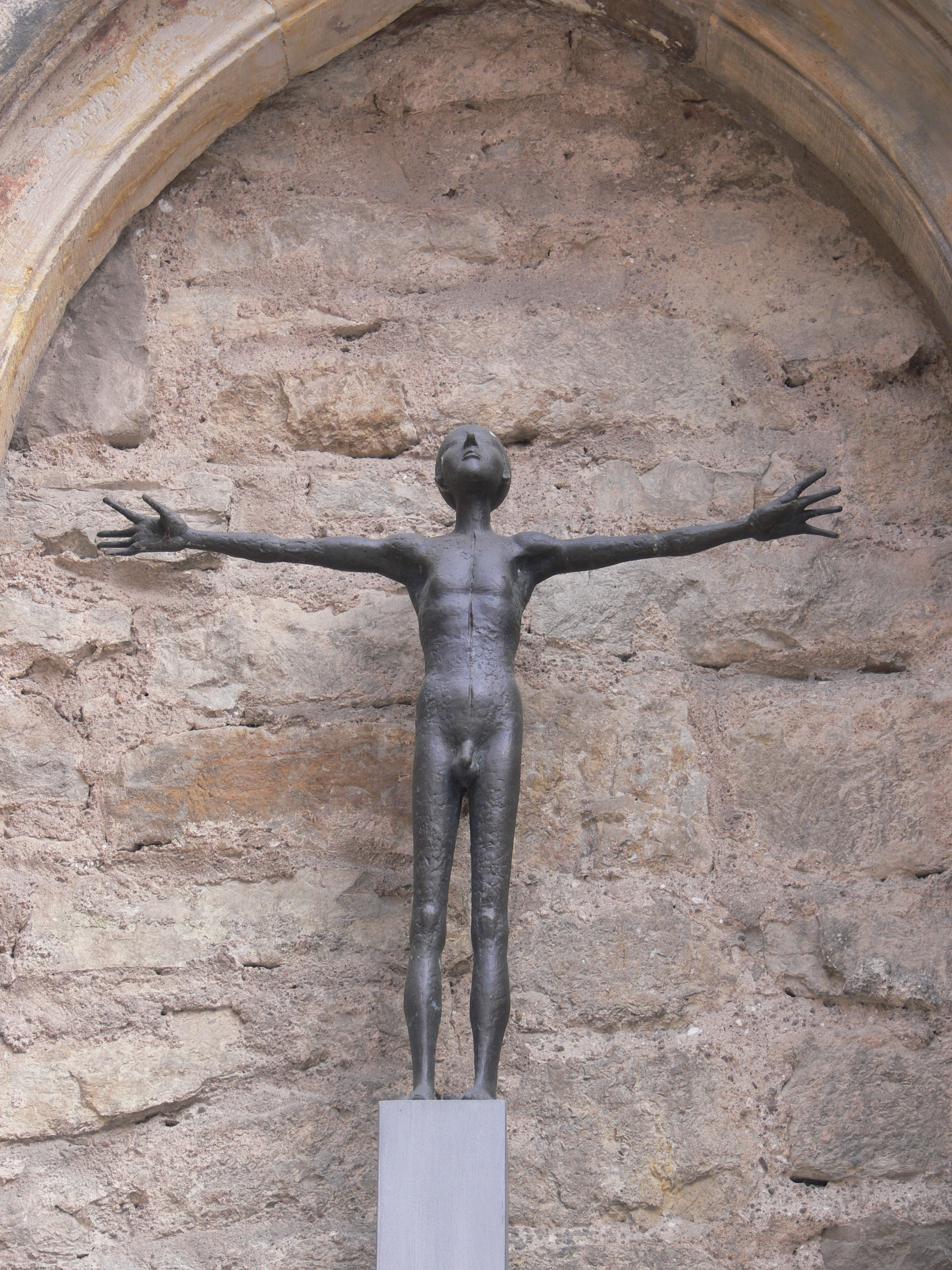
Kleiner Mildenfurther Kreuzmensch von Volkmar Kühn

Die Reglerkirche (auch Augustinuskirche genannt) ist eine Kirche in der Altstadt von Erfurt. Sie dient einer evangelischen Gemeinde als Gottesdienststätte und zählt zu den größeren Kirchen der Altstadt. Sie galt in der DDR als ein Zentrum für die Kirchenmusik in Erfurt.

## Geschichte
Der Bau der romanischen Reglerkirche wurde 1130 von den „regulierten“ Augustiner-Chorherren begonnen. Die Fertigstellung erfolgte im Jahr 1238. Hervorgegangen ist die Kirche aus einer romanischen Stiftskirche, welche schon 1117 gegründet worden sein soll. Die Anfänge des Stifts sind bis heute nicht richtig geklärt. Im Jahr 1362 werden die Pfarrrechte für Taufe, Predigt, Beichte und Krankenbesuch eingeräumt.
Der erste Bau wies vermutlich Formen einer dreischiffigen Basilika von vier Jochen mit eingezogenem, rechteckig geschlossenen Chor und einem Turmpaar an der Westseite auf. Die Westfassade des Sakralbaus ist für die Kirchen in der Stadt einmalig, Langhaus und Chor sind von gotischem Stil, trotz der romanischen Obergaden.
Der große Stadtbrand vom 1. April 1291, der nahezu den gesamten östlichen Teil der Stadt vom Neuwerkskloster bis zum Krämpfertor zerstörte, veranlasste dazu, dass mit Ausnahme des Turmblocks ein Großteil der Kirche  abgetragen werden musste. Im Jahr 1293 heißt es in einer erzbischöflichen Dotation: „durch den Feuerbrand stark zerstörte Kirche“ – ein Neubau soll bald erfolgen.
1525 wurde die Kirche im Rahmen der Reformation in eine evangelische Pfarrkirche umgewandelt. Bei einem Feuer im Jahre 1660 brannten weite Teile der angeschlossenen Klostergebäude ab. Während der französischen Besatzung unter Napoleon diente die geplünderte und im Inneren verwüstete Kirche als Lazarett. In der ersten Hälfte des 19. Jahrhunderts verfielen Bau und Ausstattung der Kirche weiter, sodass sie 1845 geschlossen werden musste. Mit einem Staatszuschuss des preußischen Königs konnte sie 1857 bis 1860 wiederhergestellt und in den Jahren 1890 bis 1901 durchgehend rekonstruiert werden. Bei Bombenangriffen im Zweiten Weltkrieg erlitt der Dachstuhl Schäden.
Von 1919 bis 1955 war Martin Jentzsch Pfarrer an der Reglerkirche und hatte prägenden Einfluss auf das kirchliche und städtische Leben.
Zwischen 1960 und 1973 wurde die Kirche erneut umfassend saniert.
Vor der Kirche befand sich nach dem Ersten Weltkrieg das Kriegerdenkmal für die Gefallenen des Jäger-Regiments zu Pferde Nr. 6; es wurde aber bereits 1939 auf Betreiben des NS-Oberbürgermeisters Walter Kießling demontiert. Es zeigte auf einem aufwendig gestalteten Sockel einen Jäger vor aufsteigendem Pferd. Neben dem Hauptportal außen steht aktuell die vom Thüringer Bildhauer Volkmar Kühn im Jahre 2002 geschaffene Bronzestatue Mildenfurther Kreuzmensch.

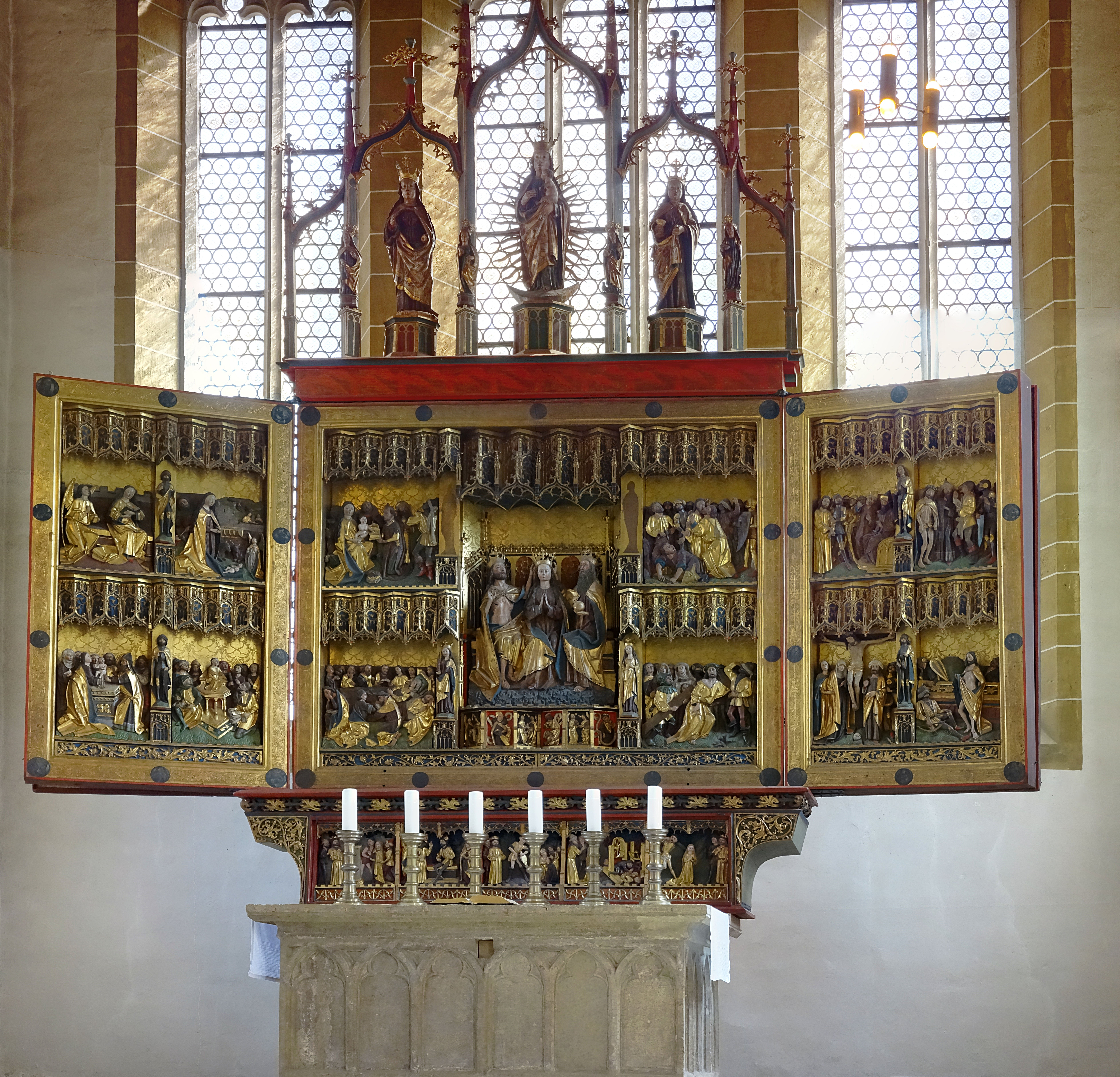
Der spätgotische Flügelaltar

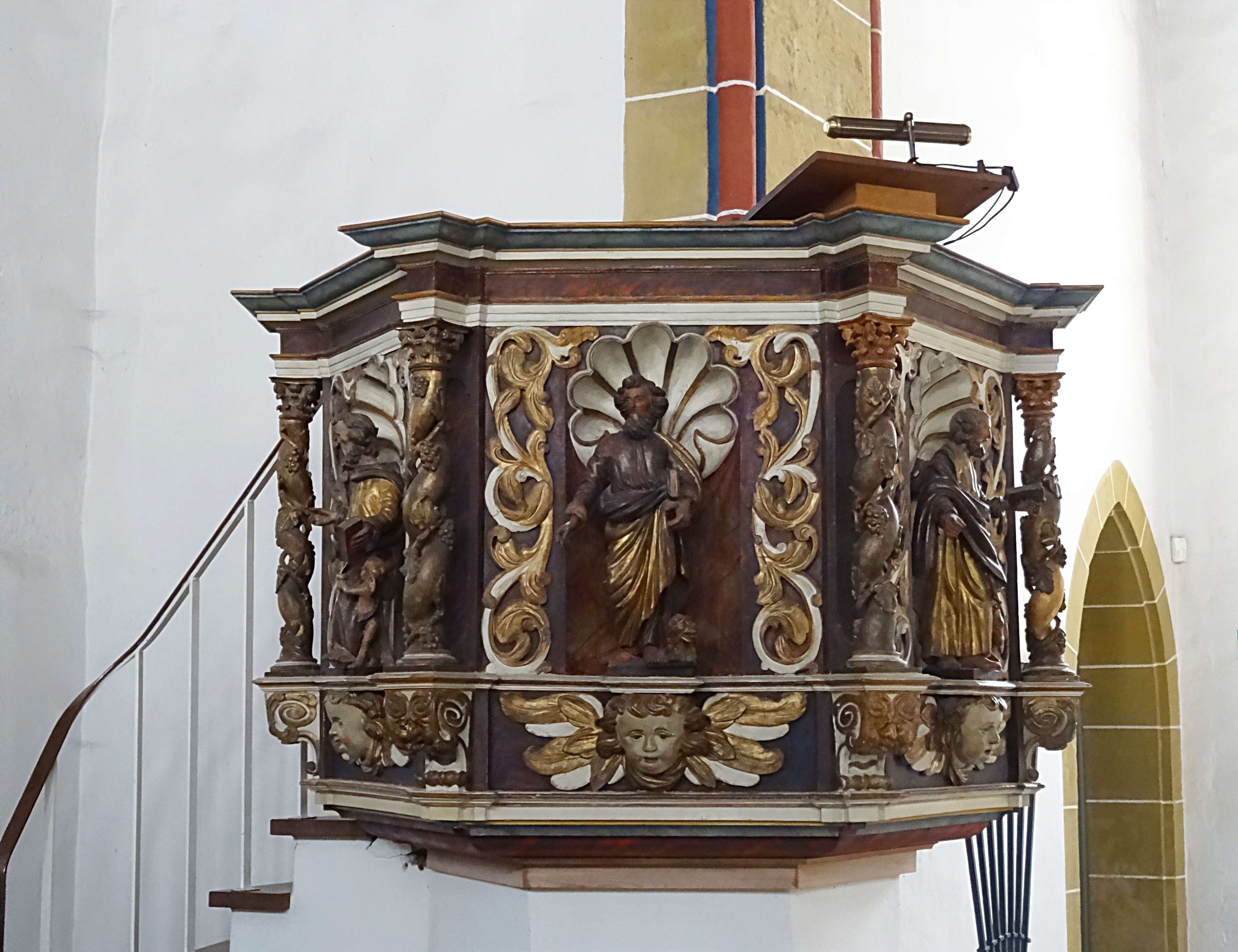
Kanzel von 1687

## Ausstattung
Von kunstgeschichtlich hohem Rang ist der spätgotische Flügelaltar. Erschaffen von den namentlich nicht bekannten „Meistern des Regleraltars“ um 1465, ist es einer der qualitätsvollsten und besterhaltenen Altäre dieser Zeitepoche in Mitteldeutschland. Er bietet sich in drei verschiedenen Zuständen dar:
- Der geschlossene Altar zeigt 12 Apostel, Märtyrer und Heilige, die die Verbundenheit der Gemeinde mit der Geschichte der Kirche darstellen, unter ihnen und an erster Stelle der Kirchenlehrer Augustinus.
- Der geöffnete Altar präsentiert 4 große Tafelbilder vor goldenem Hintergrund, der Gottes Gegenwart in der Welt versinnbildlicht. Links Jesu Christi Dornenkrönung und Geißelung, rechts Himmelfahrt und Pfingsten.
- Weiter geöffnet sind 13 Schnitzreliefs vor reich vergoldetem Hintergrund zu sehen, als größtes in der Mitte die Krönung Marias.

Die Kanzel (wohl 1687) stammt aus der Klosterkirche St. Pankratius Hamersleben und zeigt die vier Evangelisten.

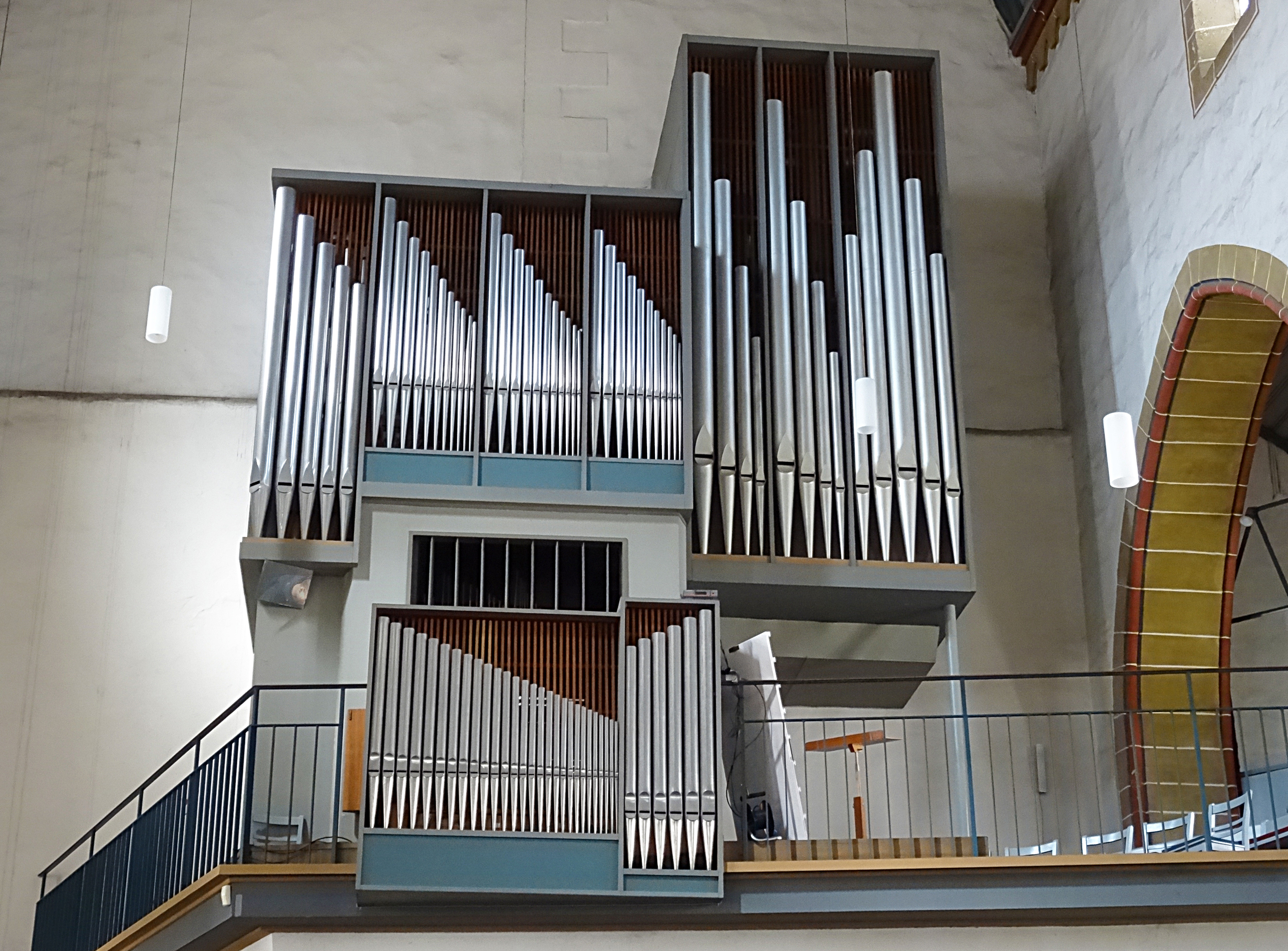
Orgel von Friedrich Löbling

## Orgel
Ein früherer Orgelprospekt wurde von dem bekannten Künstler Alexander Linnemann aus Frankfurt entworfen.
Die heutige Orgel der Reglerkirche wurde in den Jahren 1968 bis 1977 vom Orgelbauer Friedrich Löbling (Erfurt) in mehreren Bauabschnitten erbaut. Das Brustwerk wurde 1983 eingebaut. Das Instrument hat 38 Register auf drei Manualen und Pedal. Die Spiel- und Registertrakturen sind mechanisch.
| I Rückpositiv C–g3 |        |
| Gedackt            | 8′     |
| Prinzipal          | 4′     |
| Rohrflöte          | 4′     |
| Quinte             | 2 ⁄3′  |
| Schwiegel          | 2′     |
| Terz               | 1 3⁄5′ |
| Sifflöte           | 1′     |
| Mixtur III         | 1 ⁄3′  |
| Krummhorn          | 8′     |
| Tremulant          |        |

| II Hauptwerk C–g3 |         |
| Quintatön         | 16′     |
| Prinzipal         | 08′     |
| Rohrflöte         | 08′     |
| Oktave            | 04′     |
| Spitzflöte        | 04′     |
| Großterz          | 03 1⁄5′ |
| Quinte            | 02 ⁄3′  |
| Prinzipal         | 02′     |
| Mixtur IV         | 02′     |
| Mixtur III        | 01′     |
| Trompete          | 08′     |

| III Brustwerk C–g3 |        |
| Koppelflöte        | 08′    |
| Schweizerpfeife    | 08′    |
| Holzprinzipal      | 04′    |
| Quintatön          | 04′    |
| Oktave             | 02′    |
| Quinte             | 01 ⁄3′ |
| Terz-Septim II     |        |
| Cimbel III         |        |
| Rankett            | 16′    |

| Pedal C–f1  |         |
| Prinzipal   | 16′     |
| Subbass     | 16′     |
| Quinte      | 10 2⁄3′ |
| Oktave      | 08′     |
| Koppelflöte | 08′     |
| Choralbass  | 04′     |
| Nachthorn   | 02′     |
| Mixtur III  | 02 ⁄3′  |
| Posaune     | 16′     |

- Koppeln: I/II, III/II, I/P, II/P, III/P